# Eloise Mumford
Eloise Mumford (* 24. September 1986 in Olympia, Washington) ist eine US-amerikanische Schauspielerin.

## Leben
Eloise Mumford wurde 1986 als Tochter von Tom Mumford und Nancy Smith in Olympia geboren. Sie hat eine ältere Schwester und einen jüngeren Bruder.
Nach ersten Rollen in Fernsehserien trat sie 2012 im Spielfilm So Undercover in der Rolle der Sasha auf. In Blutiger Auftrag – Es gibt kein Entkommen spielte sie 2014 ihre erste Hauptrolle.
In Bestseller-Verfilmungen Fifty Shades of Grey (2015) und Fifty Shades of Grey – Gefährliche Liebe (2017) übernahm sie die Rolle der Kate Kavanagh.

## Filmografie (Auswahl)
- 2008: L.A. Crash (Crash, Fernsehserie, 4 Episoden)
- 2009: Law & Order: Special Victims Unit (Fernsehserie, Episode 11x02)
- 2009: Mercy (Fernsehserie, Episode 1x09)
- 2009: Some Boys Don't Leave (Kurzfilm)
- 2012: Weihnachten mit Holly (Christmas with Holly, Fernsehfilm)
- 2010: Lone Star (Fernsehserie, 5 Episoden)
- 2012: The River (Fernsehserie, 8 Episoden)
- 2012: So Undercover
- 2012: Buried Treasure (Kurzfilm)
- 2013: Drones
- 2014: In the Blood
- 2014: Blutiger Auftrag – Es gibt kein Entkommen (Not Safe for Work)
- 2015: Fifty Shades of Grey
- 2015: The Night Is Young
- 2015: Ein Heiratsantrag zu Weihnachten (Just in Time for Christmas, Fernsehfilm)
- 2017: Fifty Shades of Grey – Gefährliche Liebe (Fifty Shades Darker)
- 2017–2019: Chicago Fire (Fernsehserie, 8 Episoden)
- 2018: Fifty Shades of Grey – Befreite Lust (Fifty Shades Freed)
- 2018: A Veteran's Christmas (Fernsehfilm)
- 2019: The Night Is Young
- 2019: Standing Up, Falling Down
- 2019: Horse's Mouth (Miniserie, 2 Episoden)
- 2020: Die Helden der Nation (The Right Stuff, Fernsehserie, 8 Episoden)
- 2021: The Baker's Son (Fernsehfilm)
- 2021: One December Night (Fernsehfilm)
- 2022: The Presence of Love (Fernsehfilm)
- 2023: Sweeter Than Chocolate (Fernsehfilm)
- 2024: Alex Cross (Cross, 8 Folgen)
- 2025: Villa Amore (Fernsehfilm)